# Mlilir (Berbek)
Mlilir is een bestuurslaag in het regentschap Nganjuk van de provincie Oost-Java, Indonesië. Mlilir telt 2868 inwoners (volkstelling 2010).